# Tom Coburn
Thomas Allen "Tom" Coburn, född 14 mars 1948 i Casper, Wyoming, död 28 mars 2020 i Tulsa, Oklahoma, var en amerikansk republikansk politiker. Han var ledamot av USA:s senat från delstaten Oklahoma 2005–2015. Han har avlagt läkarexamen vid University of Oklahoma Medical School.
Coburn var ledamot av USA:s representanthus 1995–2001. Han hade lovat att lämna kongressen efter tre mandatperioder, vilket förklarar varför han inte ställde upp för omval i november 2000. Han stödde aktivisten Alan Keyes inför presidentvalet år 2000.
Efter att ha lämnat representanthuset arbetade Coburn åter som läkare. Han skrev en bok, Breach of Trust: How Washington Turns Outsiders Into Insiders, där han skarpt kritiserade karriärpolitiker i allmänhet och det republikanska ledarskapet i kongressen i synnerhet. Trots detta var han beredd att återvända till Washington som senator. I senaten har han varit sedan januari 2005. Coburn är en mycket konservativ senator både i moralfrågor och i ekonomiska frågor.
Den 16 januari 2014, meddelade Coburn att han skulle avgå sitt ämbete i slutet av året på grund av sin sviktande hälsa.